# Cerro Santa Lucía

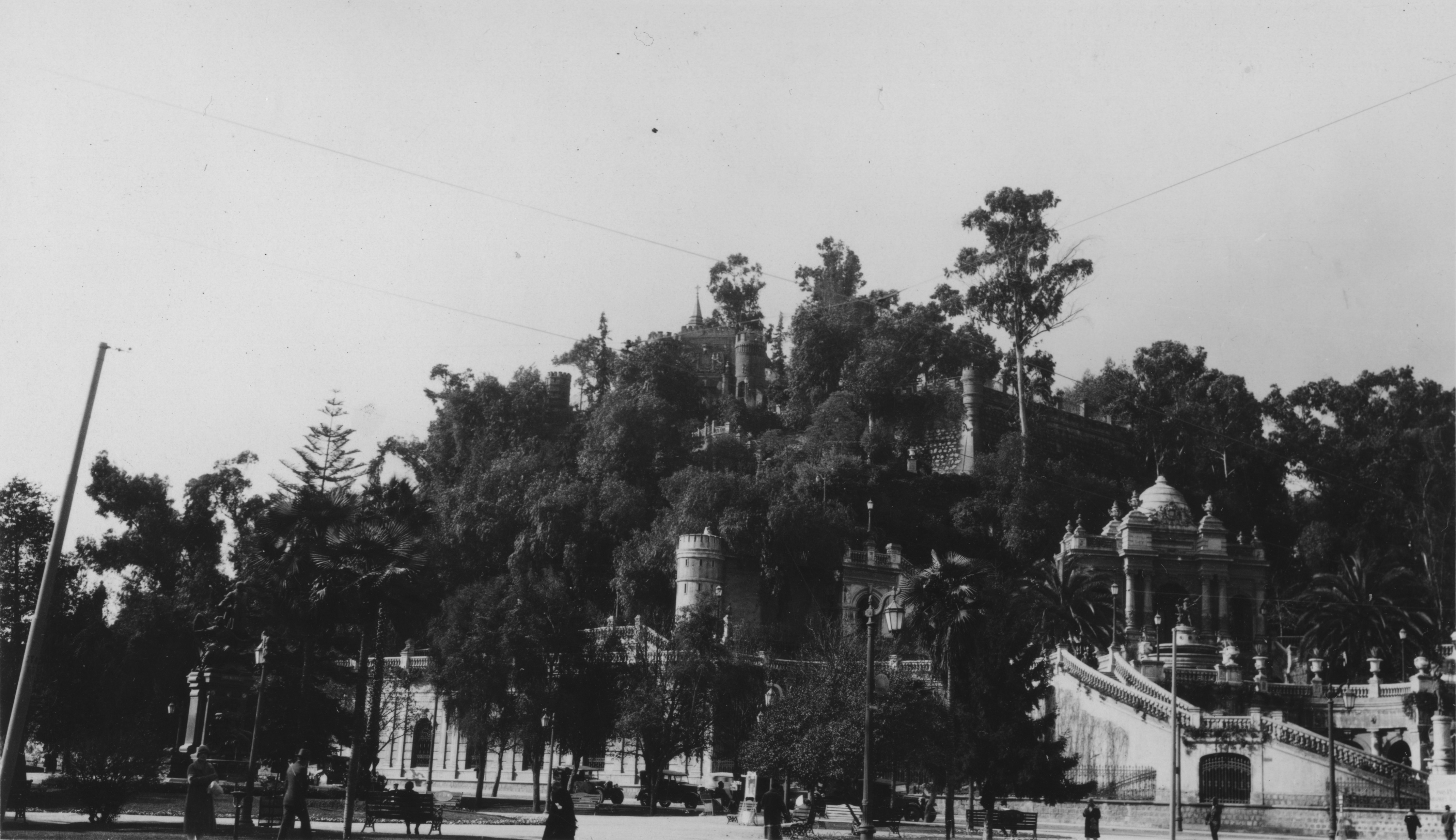
Vista del cerro Santa Lucía.

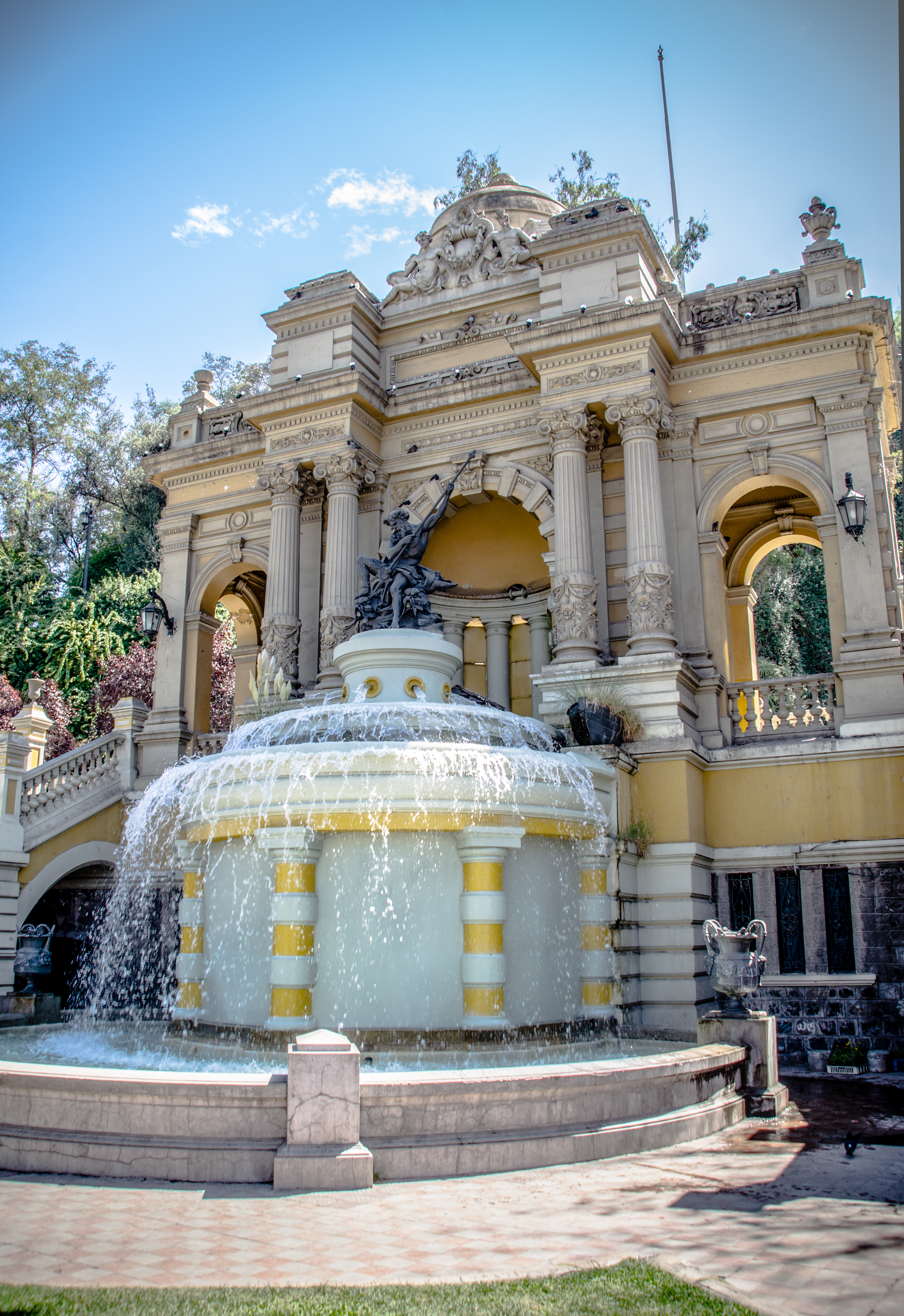
La terraza Neptuno.

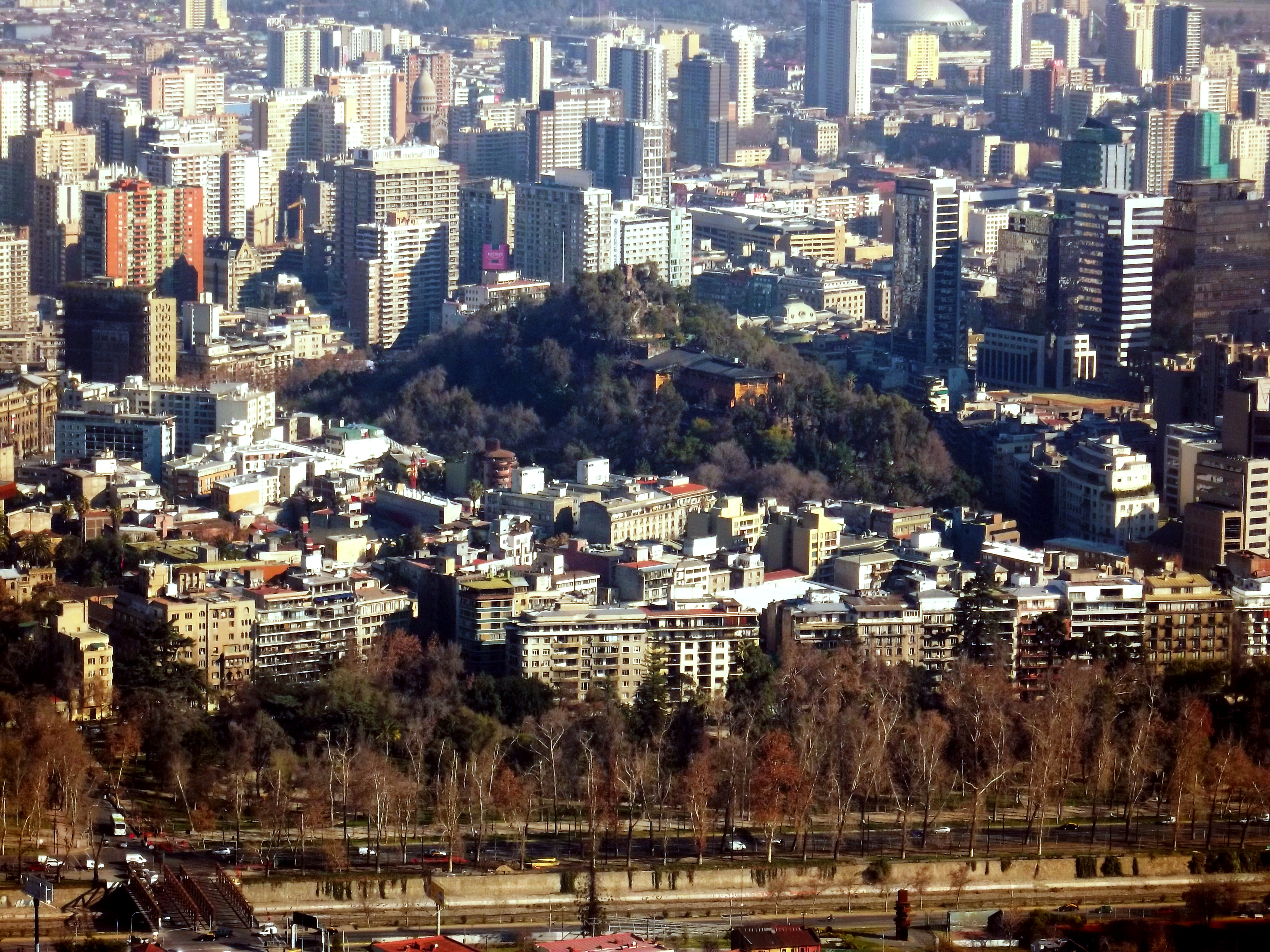
Cerro Santa Lucía visto desde el Cerro San Cristóbal.

El cerro Santa Lucía, antiguamente llamado cerro Huelén en picunche, es un parque urbano ubicado en el corazón de la ciudad de Santiago de Chile. Limita al sur con la Avenida Libertador General Bernardo O'Higgins, donde se encuentra la estación Santa Lucía del Metro de Santiago, al oeste con la calle Santa Lucía, al norte con la calle Merced y al este con la calle Victoria Subercaseaux. Tiene una altitud de 629 m s. n. m., una altura de 68 m y una superficie de 65300 m².

## Toponimia
Se cree que los aborígenes lo llamaban Huelén, que significaría 'dolor, desdicha', aunque su verdadera etimología aún no ha sido dilucidada y es controversial hasta el día de hoy. Otras posibilidades son que provenga de la palabra welen, a su vez derivada de la voz wele, pero con el significado de 'desgracia, mal presagio'. Es posible también que no sea una palabra de origen mapuche, sino que se trate de otra lengua local.
Según algunos historiadores, justo después de la llegada de los españoles, comienza el proceso de expropiación al curaca Huelén Huala, a quien manda a La Dehesa.

## Historia

### Periodo prehispánico
Existen antecedentes de restos de ocupaciones humanas en la zona desde la última glaciación.

### Ciudad inca en Chile
Santiago habría sido fundada sobre un centro administrativo inca, el más austral de ese Imperio, de acuerdo a lo postulado en una publicación de una investigación del Museo Nacional de Historia Natural divulgada en enero de 2013 en su boletín mensual. El estudio realizado por el arqueólogo Rubén Stehberg y el historiador Gonzalo Sotomayor Cabeza postularon que Santiago habría sido un importante centro administrativo y ceremonial del Imperio del Tawantinsuyu y que el camino del inca llegaba hasta la Plaza de Armas.

Habría existido un centro urbano seba 
nsuyu, bajo el casco antiguo de la ciudad de Santiago, desde el cual salían caminos incaicos en distintas direcciones y cuya base de sustentación fue la hidroagricultura y la minería de oro y plata [...,] la infraestructura de esta instalación habría sido aprovechada por (el conquistador español) Pedro de Valdivia para fundar la ciudad de Santiago.
Rubén Stehberg

El investigador Rubén Stehberg del Museo y Gonzalo Sotomayor de la Universidad Andrés Bello reunieron las evidencias de las investigaciones presentadas en 1976, más documentos históricos y a esto agregaron nuevas evidencias con las cuales postulan de que bajo la ciudad del casco viejo de Santiago se encontraría un asentamiento inca en los cursos medios de los ríos Mapocho y Maipo. La ocupación contaba con reyes y autoridades a lo largo de los valles hasta llegar a Mapocho, pero éstos habrían sido muertos durante la conquista de Diego de Almagro. La ciudad inca del Mapocho se la comparaba, según escritos demostrados en el estudio, como otra versión de Cuzco, un lugar en que prosperaba la minería y la agricultura. De ello postulan entonces que Pedro de Valdivia realmente no fundó Santiago, sino que viajó directamente a poblarla y tomar posesión de la ciudad.
Según el cronista Gerónimo de Bibar, Valdivia tenía la intención de «poblar un pueblo como el Cuzco a las riberas del río nombrado Mapocho y que fuesen allá a darle obediencia». En esta y otras citas similares, se evidencia que el pueblo existía y era como Cuzco, es decir como una capital provincial. Hasta ahora, la historia ha señalado que Pedro de Valdivia fundó Santiago el 12 de febrero de 1541 y que en el lugar había algunos pocos mapuches y una escasa organización. Sin embargo, estas nuevas investigaciones dan fuerza a la teoría de que lo que ahora es el centro de Santiago podría haber sido un importante centro administrativo y ceremonial del Imperio inca.

En ese antiguo "Santiago incaico" había un "tambo mayor" que fue usado por Pedro de Valdivia para albergar los primeros cabildos y que correspondería a donde hoy está la Municipalidad. Pero también había otros edificios administrativos y casas de mamaconas, mujeres dedicadas al culto al sol.
Gonzalo Sotomayor

Una contradicción a esta versión es que Valdivia colocó Santa Lucía al cerro de la ciudad en honor a la santa del día. Sin embargo, el día de santa Lucía es el 13 de diciembre, no el 12 de febrero.
En 2000 otras investigaciones realizadas destacaron que «los incas nombraron un gobernador en Aconcagua llamado Quilicanta, el cual habría tenido a su cargo "gente de guarnición" y colocaron otro en la cuenca de Santiago llamado Vitacura, a cargo de "gente de presidio"». Según el estudio existían dos variantes del «camino del Inca» que se desprendían del valle de Aconcagua para juntarse nuevamente en las cercanías del cerro San Cristóbal. En el mismo lugar donde los europeos instalaron su Plaza Mayor, la plaza de armas, hay escritos que nombran un tambo gigante, característico de los indígenas. Evidencias de arqueología se encontraron bajo algunos metros de la superficie mientras analizaban la mitad sur de la cuenca del río Mapocho.
De acuerdo a lo observado por Stehberg y Sotomayor, los vestigios arqueológicos señalan la existencia del antiguo asentamiento incásico en Santiago, con influencias de las culturas diaguitas y Aconcagua. Se habría tratado, acaso, de una ciudadela o pequeño establecimiento de carácter agrícola muy ajeno al de las culturas locales hortícolas y cazadoras-recolectoras que había antes, las que mantenían un modus vivendi más bien disperso y falto de cohesión administrativa. De hecho, el del Valle del Mapocho pudo haber sido el único establecimiento de este tipo en unos 500 km a la redonda.

La información histórica, arqueológica y geográfica disponible coincide en señalar que entre el cerro Huelén por el oriente, los dos cauces del río Mapocho por el norte y sur, respectivamente y en algún punto intermedio entre las actuales calles Bandera y Brasil, por el poniente, se emplazó un importante centro urbano Tawantinsuyu. El conjunto arquitectónico se organizaba en torno a una gran plaza que, según la información arqueológica y etnohistórica disponible, se emplazó exactamente en el lugar donde Pedro de Valdivia fundó la suya.
Rubén Stehberg.

Esta administración incaica se emplazó entre el cerro Huelén, actual Santa Lucía, por el oriente; los dos cauces del río Mapocho por el norte y sur; y por algún punto intermedio entre las actuales calles Banderas y Brasil por el poniente, estos límites geográficos son los mismos usados en la ciudad de Cuzco (Perú):

Cuzco fue emplazada al pie de un cerro sagrado, Sacsayhuaman, y está flanqueado por dos esteros que confluyen en el río de Cuzco. En ese sentido hay una similitud bastante interesante.
 Rubén Stehberg

### Conquista y Colonia

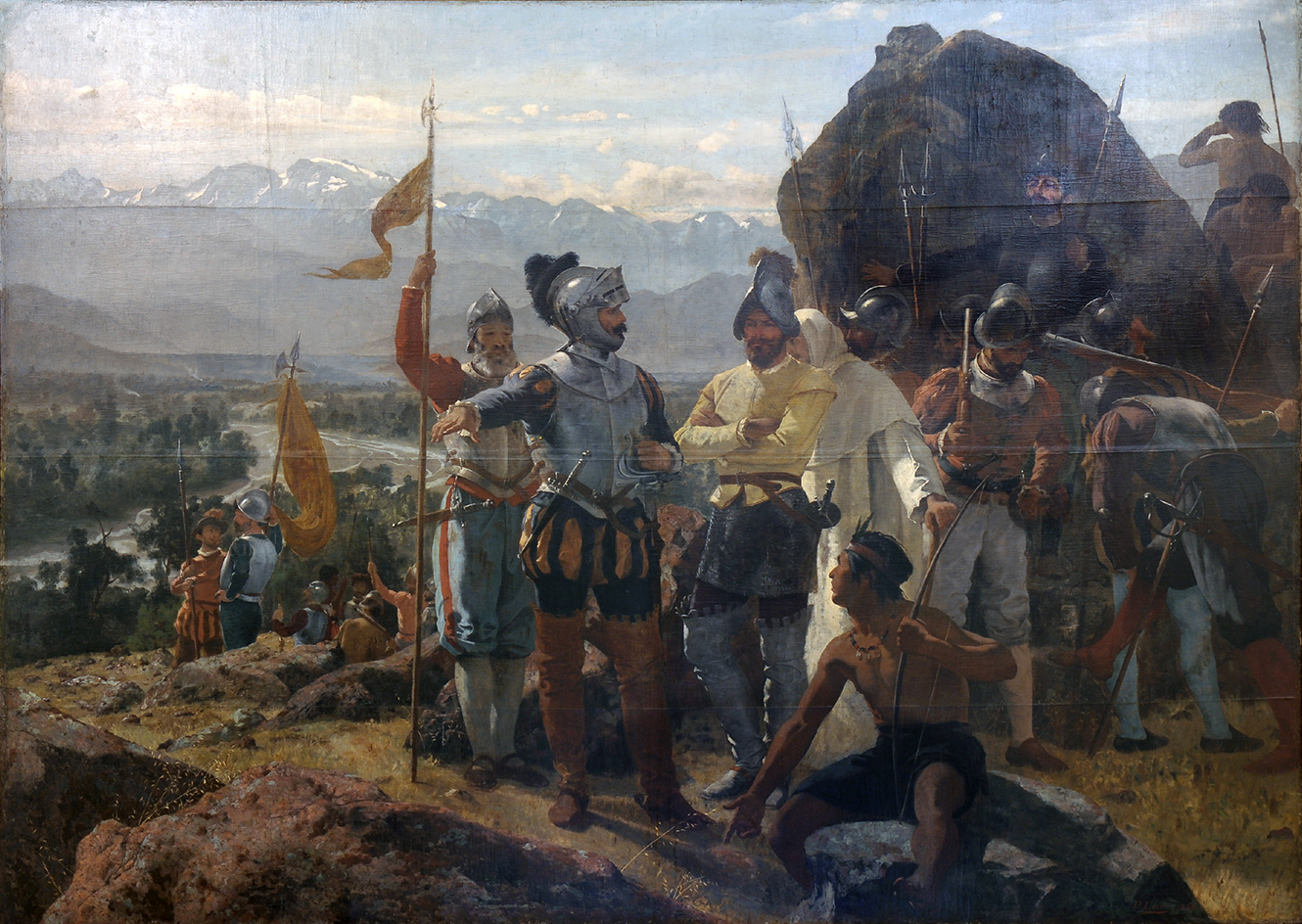
Pedro de Valdivia fundó Santiago en el cerro Santa Lucía

Cuando los conquistadores llegaron al valle del río Mapocho, utilizaron este peñón como un punto de reconocimiento y mirador. Fue en este lugar donde Pedro de Valdivia fundó la ciudad de Santiago de Nueva Extremadura el 12 de febrero de 1541 tras haber cruzado el Mapocho el 13 de diciembre de 1540, día de Santa Lucía dado que Valdivia sabía que ocupaba un sitio solsticial. En su ladera oeste, se asentaron los primeros molinos de Chile y las primeras viñas pertenecientes a Rodrigo de Araya. Posteriormente, lo seguiría en las mismas empresas Bartolomé Blumenthal, bisabuelo de la Quintrala.
Al oriente del cerro Santa Lucía se crearon dos fincas: una en 1546, que perteneció posteriormente a Bartolomé Blumenthal (castellanizado como Bartolomé Flores) y otra en 1557, la de Juan Gómez. Ambos plantaron las primeras viñas del Valle Central. Hacia fines del siglo XVIII, fueron subdivididas en diez quintas, lo que dio origen a los callejones que a principios del siglo XIX se convirtieron, entre otras, en las calles Padre Valdivia (antigua Los Patos) y Victoria Subercaseux (antigua Tres Montes), aunque, debido al descuido, llegaron a ser denominadas "basurero". Actualmente se encuentra allí el Barrio Lastarria.
Salvo por las ermitas y algunas casas en sus faldas, el cerro no tuvo construcciones importantes durante el período colonial.

### Independencia

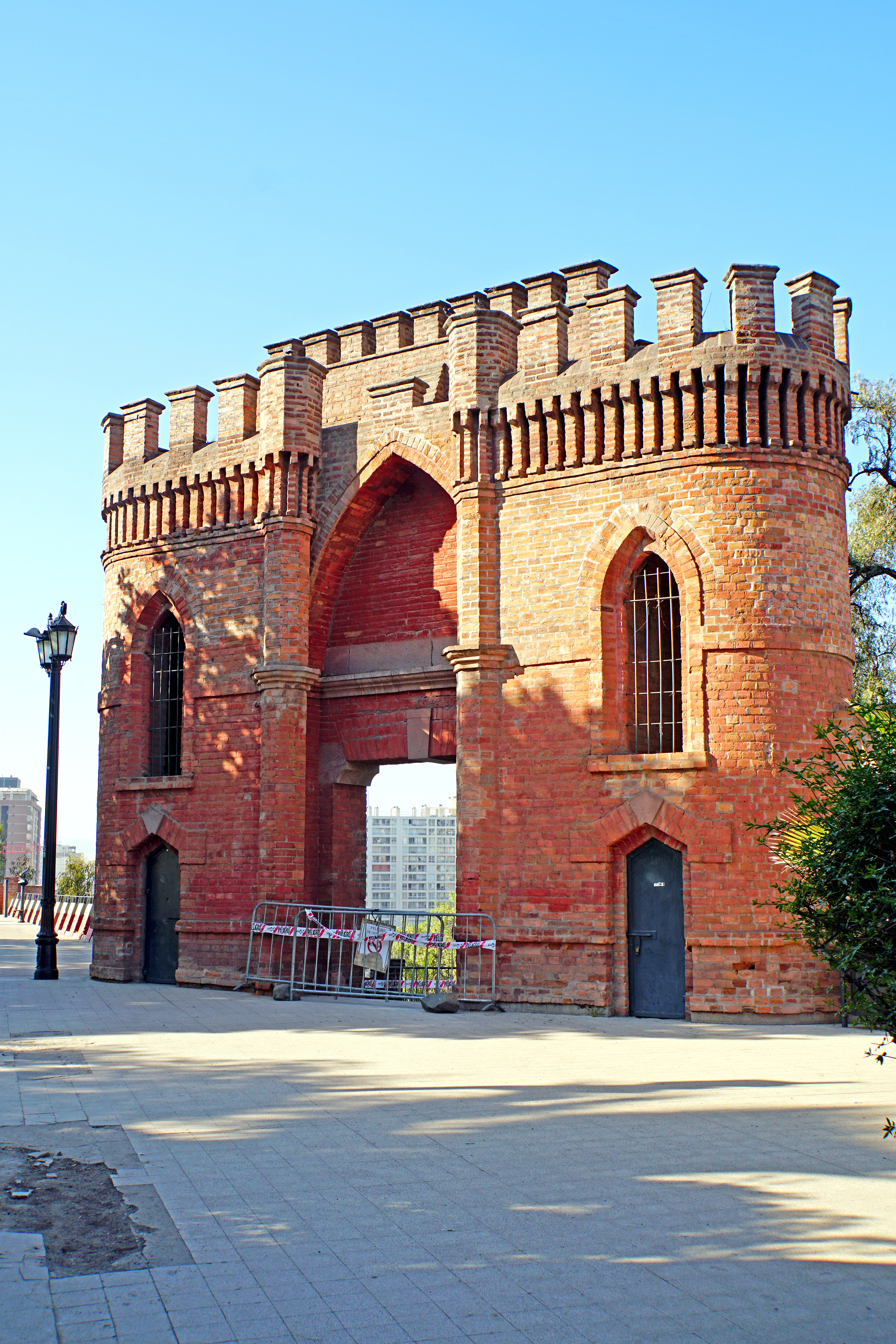
Torreón español del cerro Santa Lucía

Durante la Reconquista (1814-1817), en el gobierno de Casimiro Marcó del Pont (último gobernador español de la Capitanía General de Chile), es cuando el cerro adquiere mayor significado como elemento de resguardo militar, al construirse en él dos fuertes o castillos: la batería Marcó, luego Castillo González (donde actualmente está la plaza Caupolicán), y la batería Santa Lucía, luego Castillo Hidalgo. El Castillo Hidalgo recibió esa denominación tras la independencia en homenaje al valiente capitán Manuel Hidalgo, muerto en combate en la batalla de Chacabuco.
El ingeniero militar español, al servicio de la Corona, Manuel Olaguer Feliú, fue quien diseñó y ejecutó las obras de ambos fuertes y de un edificio anexo para depósito de municiones y albergue de la guarnición. De estas obras, sobreviven en el paseo, los sectores de arquitectura fortificada con troneras y almenas, muy modificados en el curso de 2 siglos. Esas baterías quedaron inconclusas, pero fueron terminadas más tarde por el Gobierno Nacional, aunque en realidad jamás fueron utilizadas para su destino original de defensa.
Hasta muy avanzado el siglo XIX, la ciudad de Santiago presentaba un aspecto modesto y provinciano y el cerro Santa Lucía para 1872 era un montón de piedras, árido y rocoso. Aparte de los dos fuertes construidos por orden de Marcó del Pont, durante la Reconquista, no había otros edificios significativos.

### Observatorio astronómico nacional

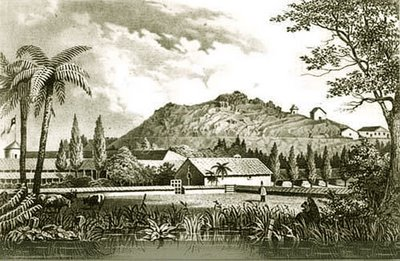
Edificio del Observatorio Naval de Estados Unidos construido en la cima del cerro Santa Lucía en 1855. Detalle de una litografía en 360° de la ciudad

En 1847, con la llegada a Santiago de una expedición de la Armada de los Estados Unidos a cargo del teniente James T. Gilliss, se inicia la historia de la investigación astronómica en el cerro Santa Lucía con la construcción de un observatorio astronómico ubicado en el costado norte de la actual plaza Pedro de Valdivia. El Observatorio Astronómico Nacional fue oficialmente inaugurado en 1852 y se constituyó en uno de los primeros observatorios en América y quizá en el más activo durante el siglo XIX, ya que en esta época se publicaron alrededor de 30 trabajos científicos en revistas internacionales especializadas de Alemania, Inglaterra y Estados Unidos.

### Transformación del cerro en paseo

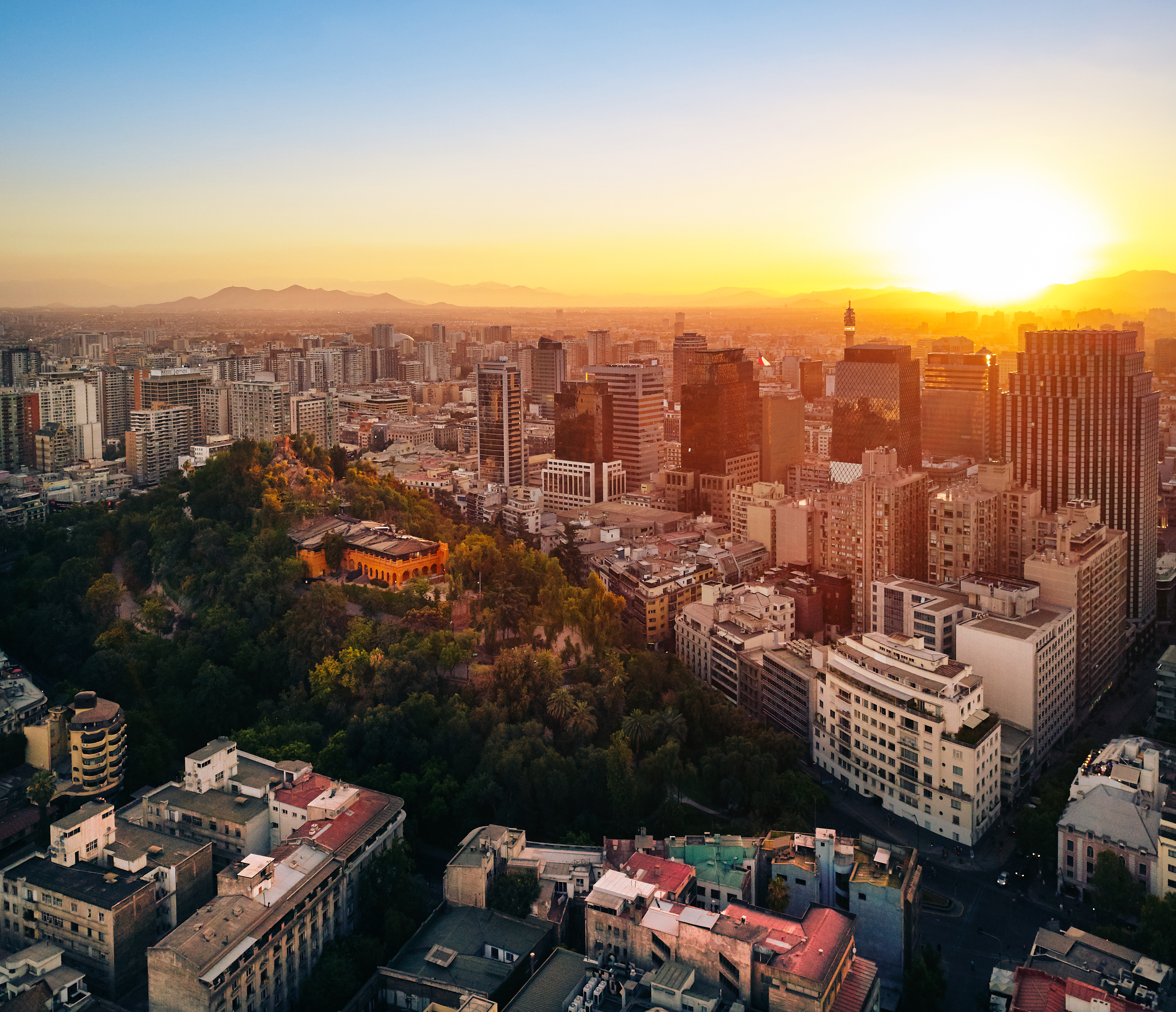
Castillo Hidalgo

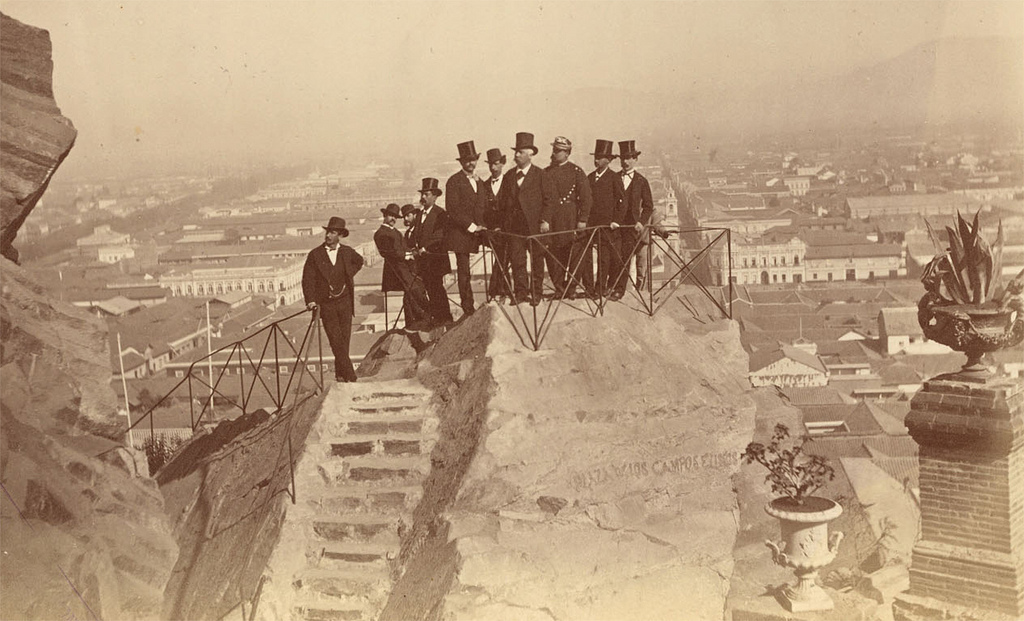
Benjamín Vicuña Mackenna visita las obras del cerro Santa Lucía (1874)

Entre 1872 y 1874, el intendente de la época, Benjamín Vicuña Mackenna, conduce el proyecto de transformación del cerro, dotándole de estanques, fuentes de agua, terrazas preparadas para vegetación, caminos para carruajes, jardines, una ermita (Ermita del cerro Santa Lucía), miradores, un edificio destinado para museo en el actual Castillo Hidalgo y construcciones propias de un parque urbano inspirado en el paisajismo francés que predominaba en la planificación de la época. Aunque la transformación de cerro seco a cerro verde con la vegetación que le conocemos hoy se va consolidando en años posteriores, la obra de Vicuña Mackenna es aún la transformación más importante que ha sufrido el cerro en beneficio de los habitantes de la ciudad que desde entonces cuentan con un bello e imponente paseo urbano. Cabe señalar que, en esa época, muchas edificaciones se emplazaban en las faldas del cerro sin solución de continuidad con el resto de la ciudad.
Algunos árboles nativos fueron plantados en el cerro con la intención de desarrollar jardines de este paseo público. Benjamín Vicuña Mackenna plantó el 23 de octubre de 1873 varios ejemplares de palma chilena (Jubaea chilensis) en el sector oriental del cerro traídas desde la Hacienda Cocalán, los que un año después describiría que ya empezaban a formar un bosque.

### Mejoras posteriores

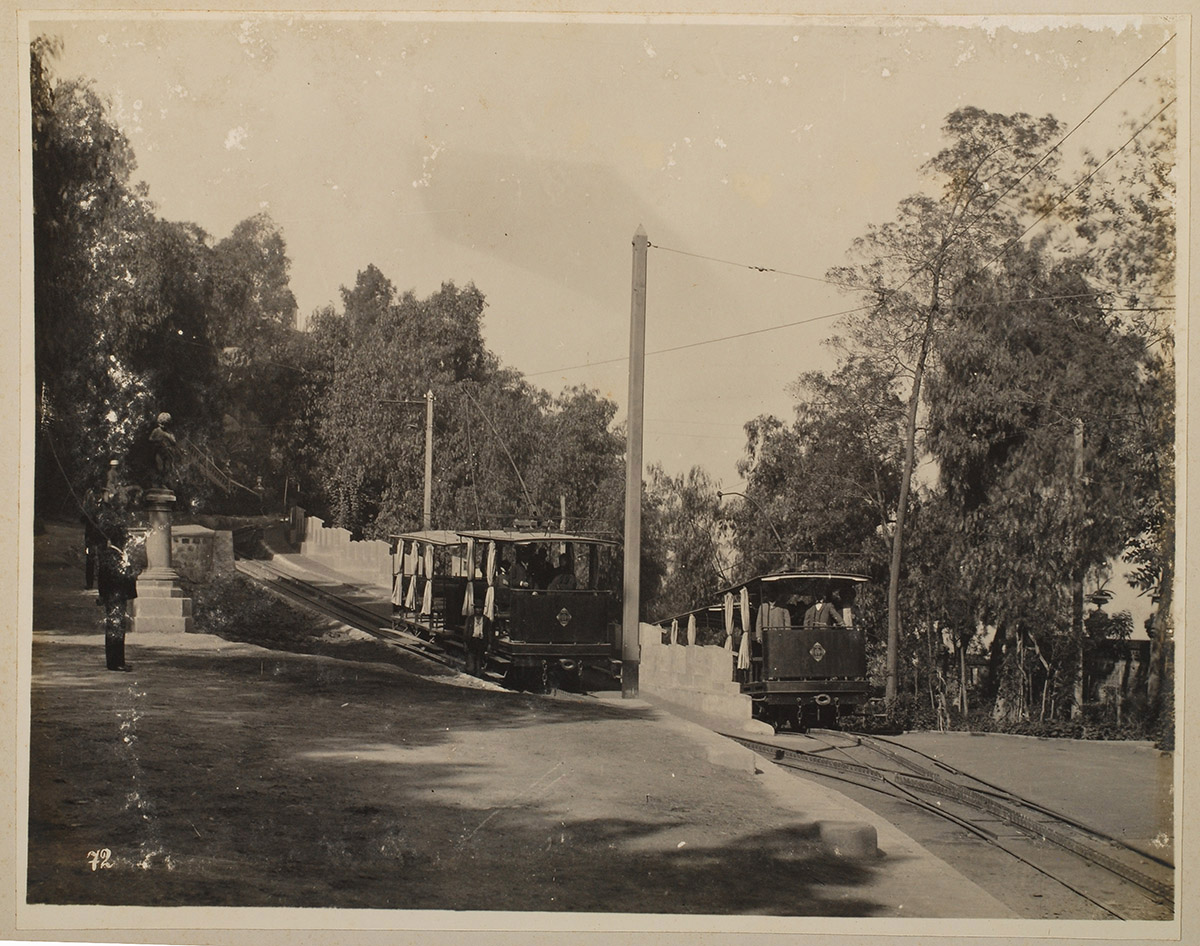
Carros del ferrocarril eléctrico del cerro Santa Lucía

En el siglo XX, como parte de un gran proyecto de mejoras urbanas realizadas en Santiago con ocasión de la futura celebración del centenario de la República en 1910, se construyeron en el cerro nuevas obras, la más importante, la construcción del acceso monumental por el lado de la Alameda en 1903. Entre 1902 y 1910 circuló por la ladera poniente del cerro un ferrocarril eléctrico que permitía acceder hacia la terraza Caupolicán y en ese entonces el Teatro Santa Lucía.
Otra transformación importante ocurre en la década de 1930. Luego de la expropiación de los edificios construidos en el costado poniente, hacia la calle Santa Lucía, se crea allí un jardín, se mantiene la casa para el administrador del parque y se ensancha la calle. Luego, en 1939, se expropia el borde sur hacia la Alameda y hacia 1940 se construye el actual mirador en el peñón más alto del cerro. El 25 de julio de 1959 fue inaugurado el Jardín Japonés, ubicado en el sector oriente del cerro, construido con ayuda de la embajada de dicho país.
Ya en el siglo XXI, se han realizado una serie de mejoras como el reemplazo del sistema de iluminación pública, la restauración y mejoramiento de las rejas de protección y la recuperación del Castillo Hidalgo del abandono en que se encontraba, transformándolo en un nuevo centro de eventos para la ciudad. El Cerro Santa Lucía fue declarado monumento nacional el 16 de diciembre de 1983 mediante el decreto 1636 del Ministerio de Educación Pública.
En octubre de 2014 se realizó una consulta ciudadana, en la que se propuso el cambio de nombre del Cerro Santa Lucía por el de Welén. La propuesta fue rechazada por el 54,23 % de los votantes.
El 10 de diciembre de 2018 fue instalado en el costado sur del cerro el Monumento por los Derechos LGBTI de Chile, consistentes en una placa conmemorativa y una cápsula del tiempo que contiene documentación sobre la lucha por los derechos de la diversidad sexual en el país.

## Monolito con escrito de Pedro de Valdivia

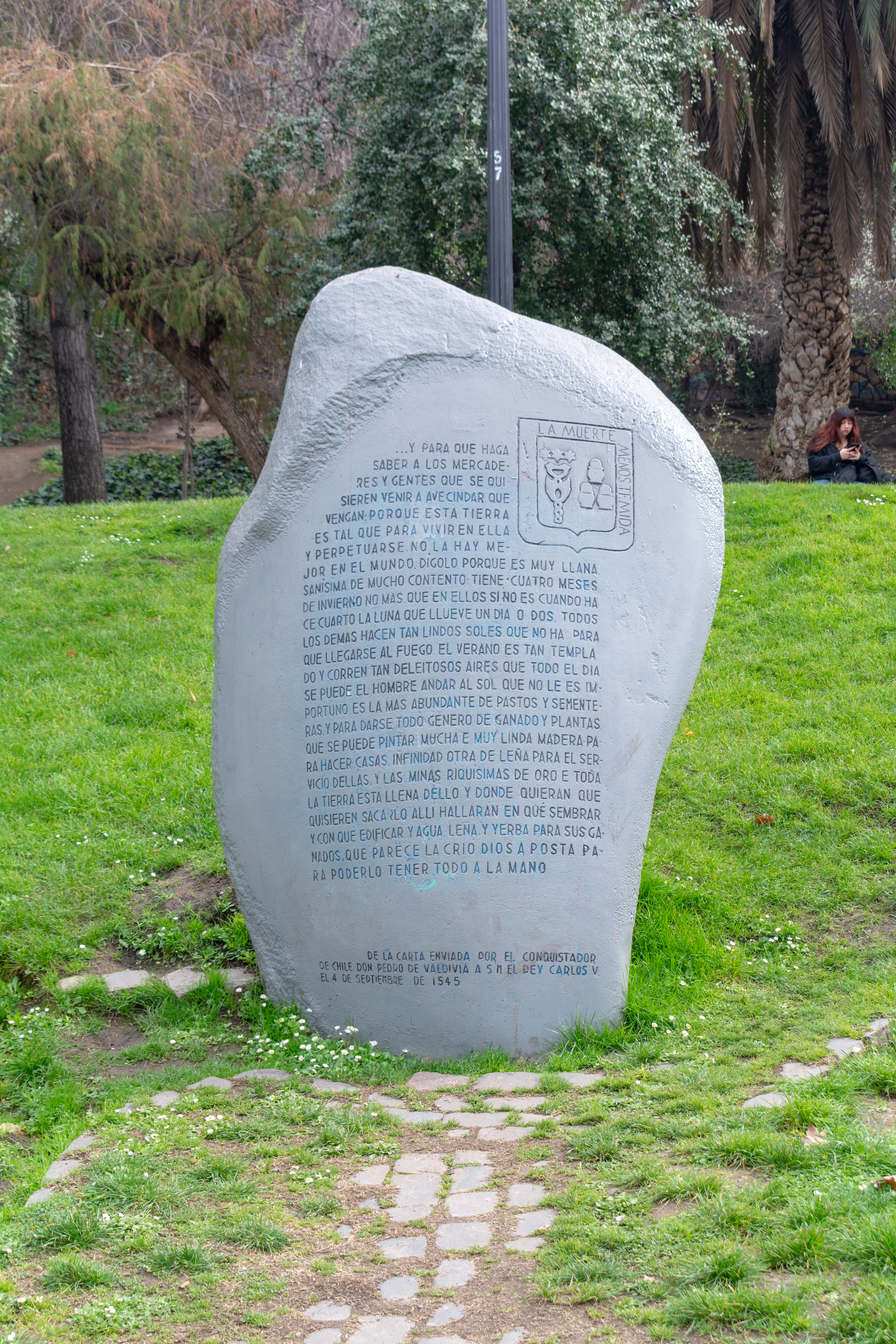
Monolito grabado con la carta de Pedro de Valdivia

En la ladera sur del cerro Santa Lucía, hay un monolito que consiste en una piedra de dos metros de altura labrada con un párrafo extractado del texto de la carta que envió Pedro de Valdivia al emperador Carlos V el 4 de septiembre de 1545, en la que describe las bondades de la nueva tierra conquistada: (Santiago de Chile: Orígenes y fundación)

Y para que haga saber a los mercaderes y gentes que se quiesen venir a avecindar que vengan; porque esta tierra es tal que para vivir en ella y perpetuarse, no la hay mejor en el mundo, digolo porque es muy llana. Sanisima de mucho contento; tiene cuatro meses de invierno no más que ellos si no es cuando hace cuarto la luna que llueve un día o dos todos los demás hacen tan lindos soles que no hay para que llegarse al fuego, el verano es tan templado y corren tan deleitosos aires que todo el día se puede el hombre andar al sol que no le es importuno. Es la más abundante de pasto y sementeras y para darse todo género de ganado y plantas que se puede pintar mucha e muy linda madera para hacer casas infinidad otra de leña para servicio dellas y las minas riquísimas de oro e toda la tierra está llena dello y donde quieran que quisieren sacarlo allí hallaran en que sembrar y con que edificar. Y agua. Leña y yerba para sus ganados, que parece la crio Dios a posta para poderlo tener todo a la mano.
Carta enviada por el Gobernador de Chile don Pedro de Valdivia a S.M. el rey Carlos V el 4 de septiembre de 1545.

## Tradiciones

### Cañonazo de las 12:00 h
Tradicionalmente, desde 1825, se ha disparado una salva de cañón desde la cima del cerro para anunciar el mediodía. Sin embargo, en varias ocasiones este cañonazo ha sido suspendido por distintas razones. Entre ellas, se destacan las quejas por ruidos molestos que llevaron, la última vez en 1996, a que se decretara la suspensión por cuatro meses de la actividad. Por otro lado, después del terremoto ocurrido el año 2010, el cañonazo fue suspendido para evitar posibles derrumbes del castillo Hidalgo.

## Organizaciones
La Asociación de Guías y Scouts de Chile en su organización territorial, uno de sus distritos lleva por nombre Cerro Huelen. El área del distrito abarca a 6 grupos scout dentro de los límites al norte de la Alameda y dentro de la zona de Santiago Centro.